# Bragd
Bragd har många betydelser. I dagens svenska har ordet enbart innebörden bedrift, stordåd, mirakel. (Exempel: idrottsbragd, bragdguldet.) Den definitionen finns i även gamla ordböcker.
I moderna uppslagsverk av allmän natur saknas bragd som uppslagsord, men exempelvis NEO  anger dessutom innebörden konstfärdigt arbete, knep och det är en alternativ definition även i gamla ordböcker.
Ordet bragd härstammar från det fornsvenska brigdha i betydelsen förändring (senare använt i ord som helbrägda) och besläktat med fornsvenska braþer i betydelsen hastig rörelse, som senare gett upphov till ordet bråd.

## Verktyg och redskap
Generellt kan med bragd betecknas alla slags redskap där definitionen konstfärdigt arbete, knep är tillämplig. Nedan listas några speciella tillämpningar.

### Fiskebragd
En fiskebragd (ibland mindre riktigt stavat fiskbragd), ofta förkortat till enbart bragd är en fast anordning för fiskafänge som med ett annat namn även kallas katsa. Konstruktionen förklaras där.
Själva knuten i ett fiskenäts maska kallas också bragd.

### Sjöbragd
I Södermanland har dialektalt sjöbragder varit en sammanfattande benämning på diverse fiskedon, såsom störar, noter och andra nät. 

### Repslageri
I Hälsingland och Uppland menade man på bondesamhällets tid med bragd de redskap som man på varje gård hade för husbehovstillverkning av rep. Detaljer finns beskrivna i noten .

### Sömnad
De olika öglor (maskor) som görs vid virkning och stickning har kallats bragder.
Vid visst broderi använder man en speciell bragdenål 

### Naturfenomen
I Värmland och Dalsland har dialektalt bragd och vårbragd använts som beteckningar på norrsken.

## Ordets tillämpning
Tolkningen av bragd som redskap av olika slag var det normala ända till sekelskiftet 1800/1900, men från omkring 1800 svängde användningen över till betydelsen stordåd och liknande.
Intressant att notera är att August Strindberg ca 1880 använder bragd i bägge betydelserna, t o m i ett och samma dokument (!) ("bragden att ha seglat runt Asien" och "gistgård för fiskbragder") 
Senare har ordet i betydelse som redskap i rikssvenska gradvis minskat, och är nu på 2000-talet helt ur bruk. Bragd finns inte ens som uppslagsord i moderna uppslagsverk.
I finlandssvenska däremot är bragd som beteckning på fiskeredskap alltjämt levande,  exempelvis i åländska myndighetsdokument. Ett helt aktuellt exempel finns i Landskapsregeringens protokoll nr 4 28.2.2006 